# Rhynchina talhanica
Rhynchina talhanica är en fjärilsart som beskrevs av Edward P. Wiltshire 1982. Rhynchina talhanica ingår i släktet Rhynchina och familjen nattflyn. Inga underarter finns listade.